# Грузінов Юрій Георгійович
Грузíнов Юрій Георгійович (нар. 6 червня 1981 року, с. Салтиковка Балашіхінського району Московської області) — український кінооператор, лауреат українських та міжнародних премій.
Його телеоператорська робота представлена у таких документальних стрічках: «Перша сотня», «Коктейлі Грушевського», «Самооборона», «Межигір'я, Батіна хата», «Сильніше, ніж зброя», «WinteronFire», «Десять секунд», «Два дні перед Широкине», «Волонтери війни», «Від Майдану до Айдару», «Біль у серці», «Дух Нації», «Козак», «Брат», «Після смерті», «Ізоляція», «Богдан», «Democratis», «Сніданок», «Інший Донецьк», «Час та натхнення», «Щоб ніхто не лишався сам», «Battleon Hrushevskoho 1,2,3,5,6,7,8», «Батьківська хата», «Воля або смерть», «Гідність», «Прощай», «Без лідерів», «Не доробили».
У березні 2014 був викрадений бойовиками Криму і провів кілька днів у полоні.
У травні 2019 року отримав громадянство України.

## Нагороди
- Премія імені Андрія Матросова Міжнародного фестивалю документального кіно про права людини Docudays UA,
- Срібна нагорода на Rivne International FilmFestival"Dream City",
- Премія Національної Спілки кінематографістів України 2014 року,
- Бронзова нагорода «PassionForFreedom» 2015 року (Велика Британія).
- Кращий документальний фільм на KanivFest і на кінофестивалі «КИТИ» 2016 року (Україна), «Сильніша, ніж зброя»
- Гран-прі «Відкрита ніч 2016» — «Волонтери війни», «Десять секунд»
- Шевченківська премія 2018 року за цикл історико-документальних фільмів присвячених подіям Революції Гідності у 2014 році.